# Pachycephala
Pachycephala és un gènere d'ocells de la família dels paquicefàlids (Pachycephalidae). És originària d'Oceania i del sud-est asiàtic.
Aquest llinatge es va originar a Australo-Papua i posteriorment va colonitzar els arxipèlags d'Indonèsia i Filipines a l'oest i els arxipèlags del Pacífic a l'est.

## Taxonomia
El gènere Pachycephala va ser introduït el 1825 pel zoòleg irlandès Nicholas Vigors amb el xiulador daurat australià com a espècie tipus.
El nom Pachycephala deriva del grec antic «pachys» que significa “gruixut”, “gros” i «kephale», “cap”.
Segons la Classificació del Congrés Ornitològic Internacional (versió 15.1, 2025) aquest gènere està format per 53 espècies:
- Pachycephala olivacea - xiuladora olivàcia.
- Pachycephala rufogularis - xiuladora de gorja rosada.
- Pachycephala inornata - xiuladora de Gilbert.
- Pachycephala cinerea - xiuladora de manglar.
- Pachycephala albiventris - xiuladora dorsiverda.
- Pachycephala homeyeri - xiuladora de Blasius.
- Pachycephala phaionota - xiuladora de les Moluques.
- Pachycephala melanorhyncha - xiuladora de Biak.
- Pachycephala hyperythra - xiuladora rovellada.
- Pachycephala modesta - xiuladora modesta.
- Pachycephala philippinensis - xiuladora de les Filipines.
- Pachycephala sulfuriventer - xiuladora ventregroga.
- Pachycephala hypoxantha - xiuladora de Borneo.
- Pachycephala meyeri - xiuladora de Vogelkop.
- Pachycephala simplex - xiuladora senzilla.
- Pachycephala orpheus - xiuladora de Timor.
- Pachycephala soror - xiuladora de Sclater.
- Pachycephala calliope[nota 1][7][2]
- Pachycephala teysmanni - xiuladora de Selayar.[nota 2][8][7]
- Pachycephala macrorhyncha - xiuladora gorjagroga.
- Pachycephala balim - xiuladora del Baliem..
- Pachycephala mentalis - xiuladora de barbeta negra.
- Pachycephala pectoralis - xiuladora daurada.
- Pachycephala fuliginosa - xiuladora occidental.
- Pachycephala citreogaster xiuladora de les Bismarck.
- Pachycephala orioloides - xiuladora oriolina.
- Pachycephala collaris - xiuladora de les Louisiade.
- Pachycephala feminina - xiuladora de l'illa de Rennell.
- Pachycephala chlorura xiuladora de la Melanèsia.
- Pachycephala caledonica - xiuladora de Nova Caledònia.
- Pachycephala vitiensis - xiuladora de les Fiji.
- Pachycephala graeffii[nota 3][2][7]
- Pachycephala ornata[nota 4][2][7][2]
- Pachycephala utupuae[nota 5][2][7]
- Pachycephala vanikorensis - xiuladora de Temotu.
- Pachycephala jacquinoti - xiuladora de les Tonga.
- Pachycephala melanura - xiuladora cuanegra.
- Pachycephala flavifrons - xiuladora de les Samoa.
- Pachycephala implicata - xiuladora de Guadalcanal.
- Pachycephala richardsi - xiuladora de l'illa de Bougainville.
- Pachycephala nudigula - xiuladora degollada.
- Pachycephala lorentzi - xiuladora de Lorentz.
- Pachycephala schlegelii - xiuladora reial.
- Pachycephala aurea - xiuladora dorsidaurada.
- Pachycephala rufiventris - xiuladora ventre-rogenca.
- Pachycephala monacha - xiuladora capnegra.
- Pachycephala leucogastra - xiuladora ventreblanca.
- Pachycephala sharpei[nota 1][7][2]Reseqüènciada.[8]
- Pachycephala arctitorquis - xiuladora de Wallacea.
- Pachycephala griseonota - xiuladora sonsa.
- Pachycephala johni - xiuladora de pit canyella.
- Pachycephala lanioides - xiuladora pitblanca.
- Pachycephala tenebrosa - xiuladora de les Palau.